# Лебедев, Владимир Васильевич (лингвист)
Влади́мир Васи́льевич Ле́бедев (род. 1 января 1945) — советский и российский востоковед-филолог, референт-переводчик. Специалист в области арабского языка и литературы. Кандидат филологических наук, доцент. Заместитель заведующего кафедрой арабской филологии Института стран Азии и Африки при МГУ имени М. В. Ломоносова. Лауреат Ломоносовской премии I степени за педагогическую деятельность (2019).

## Биография
Окончил московскую школу № 204.
С 1969 года работает преподавателем, старшим преподавателем, доцентом на кафедре арабской филологии Института восточных языков (ныне ИСАА) МГУ им. М. В. Ломоносова. Учителями В. В. Лебедева были проф. Ковалёв, А. А., проф. Гранде Б. М., проф. Габучан Г. М., проф. Белкин В. М.. А также ему преподаватели Санчес А. А., Бобылева Э. П., проф. Фильштинский И. М., проф. Фридман Л. А..
В 1980 году получил учёную степень. Тема кандидатской диссертации «Отрицание в арабском литературном языке». В 1987 году получил учёное звание доцент.
Вёл занятия по арабскому языку в Московском лингвистическом университете, Российском государственном гуманитарном университете, ИСАА МГУ, Московском исламском университете и других высших учебных заведениях.
В сферу научных интересов Лебедева входят:
- исследование структуры и функционирования литературного арабского языка,
- сравнительное изучение грамматики русского и арабского языков,
- методика обучения арабскому языку как иностранному,
- изучение функционирования арабского языка как языка религии ислама, арабо-мусульманской культуры.
- изучение функционирования арабского языка как языка христианской религии арабов и арабо-христианской культуры[2].

Профессиональные интересы Лебедева также связаны с практикой синхронного перевода. В 70-е — 80-е годы XX века ему доводилось участвовать в международных мероприятиях Русской Православной Церкви в качестве синхронного переводчика.

## Награды и премии
- «Заслуженный преподаватель Московского университета»
- Медаль Совета муфтиев России «За духовное единение»[2].
- Лауреаты премии имени М. В. Ломоносова (2019)

## Публикации
- Отрицательные предложения и вопросы арабского синтаксиса. М., 1989. — О выражении значения обобщенности в арабском литературном языке. // Семитская филология. — Тбилиси, 1987. — С. 66-77
- К вопросу о структуре арабского абзаца. //Вопросы теории современного литературного арабского языка. — Лейпциг, 1988. — С. 214-233
- Задачи сопоставительного изучения глагольных систем арабского и русского языков (по материалам сравнения арабских переводов с русским оригиналом). // Вестник Московского университета. Серия «Востоковедение». — 1985, № 1.
- Определительные отношения и их выражение в арабском и русском языках (Материалы к курсу по сопоставительной грамматике арабского и русского языков) // Тезисы докладов XIII Объединённой научной сессии кафедр арабской филологии и семитологии МГУ, С-ПУ, ТГУ, ЕГУ, посвященной 100-летию со дня рождения проф. Б. М. Гранде. — М., 1992.
- Нравственные идеалы Корана в сравнении с нравственными заповедями Нового Завета и нормами аристотелевой этики. // Тезисы докладов XIII Объединённой научной сессии кафедр арабской филологии и семитологии. — М., 1994.
- Г. М. Габучан, В. В. Лебедев. Арабистика. // Лингвистический Энциклопедический словарь. — М., 1990. — С. 37-39.
- Учебник арабского языка Корана (его цели, задачи и методические принципы). // Коран в России. — М., 1997.
- Концепция обучения арабскому языку на Отделении исламоведения ИСАА при МГУ им. М. В. Ломоносова. // Мусульмане России накануне XXI в. — М., 1998.
- Арабский язык как средство религиозной коммуникации на территории России. // Арабистика и семитология в третьем тысячелетии. Тезисы участников конференции кафедр арабистики и семитологии. — СПб., 2000.
- Арабский язык как средство религиозной коммуникации в учебном процессе // Ежегодная богословская конференция Православного Свято-Тихоновского богословского института. — М., 2002.
- Сопоставительный анализ личного местоимения в арабском и русском языках // Арабская филология. Выпуск 2. — М., 2004. — С. 84-97
- Г. М. Габучан, В. В. Лебедев, С. А. Кириллина Арабистика. // Большая российская энциклопедия. — Т. 2. М., 2005. — С. 135—136
- Лицо, время, пространство и переходность в арабской языковедческой традиции. Научная конференция Ломоносовские чтения. Апрель 2007. Востоковедение Тезисы докладов. — М., 2007.
- Арабский язык как язык религии в качестве предмета обучения в неарабской стране. Вестник Московского университета. Серия 13. Востоковедение. — № 4 2007. — С. 35-41. — Признак и время в системе литературного арабского языка. Арабская филология. Выпуск 3. — М., 2008. — С. 151-168
- Система исламского образования в России. Вестник Московского исламского университета. № 1 — 2009. — С. 47-54
- О дифференциации определённости в литературном арабском языке // Тезисы научной конференции Ковалевские чтения-2. — М., 2007. — С. 24-28.
- Лебедев В. В., Пак В. М. [Рец. на:] Башелеишвили Л. О. Учебник грузинского языка. — М., 2007. Ч. 1 // Вестник Московского университета. Серия 13: Востоковедение. 2008. № 3. — С. 102—106.
- Лебедев В. В. О том, что неугодно Аллаху (Опыт языковедческого анализа фрагментов сакрального текста) // Мир ислама: история, общество, культура. Тезисы докладов II Международной научной конференции 28-30 октября 2010. — М., 2010. — С. 115.
- Лебедев В. В. Арабский язык в системе исламского образования в России // Вестник Московского Исламского Университета. — М., 2010. № 2. — С. 141—152[2].

Учебники и учебные пособия
- В. В. Лебедев, Г. И. Бочкарев. Читаем арабские тексты. Основной этап. Ч. I—II, — М., 2002.
- В. В. Лебедев, Г. И. Бочкарев. Читаем арабские тексты. Продвинутый этап. Ч.I — II, М., 2002.
- В. В. Лебедев, Г. И. Бочкарев. Читаем арабские тексты. Завершающий этап. — М., 2002.
- Учись читать Коран по-арабски. Ч. 1. — М., 1996.
- Учись читать Коран по-арабски. Ч. 1. — М., 2002.
- Учись читать Коран по-арабски. Ч. 2. — М., 2002.
- Учись читать Коран по-арабски. Ч. 3. — М., 2002. — В. В. Лебедев, Г. Р. Аганина.
- Семь аятов на каждый день. Арабский язык Корана (аудиокурс для начинающих). — М., 1998.
- Читаем хадисы по-арабски. Учебное пособие по арабскому языку. — М., 1999.
- Арабская грамматика. Базовый курс на русском и арабском языках. — М.,2003.
- В. В. Лебедев, Н. В. Павлов. Арабский язык. Начальный курс для изучающих арабо-христианскую культуру. — М., 2007.
- В. В. Лебедев, Н. В. Павлов. Арабский язык. Продвинутый курс для изучающих арабо-христианскую культуру. — М., 2007.
- Лабораторные работы по арабскому языку. Начальный этап. Москва. «Восток-Запад». — 2007.
- В. В. Лебедев, А. Ф. Садриев. Арабский язык Корана. Пособие для школьников средних и старших классов, изучающих основы арабо-мусульманской культуры и исламской веры. — М., 2008.
- В. В. Лебедев, Г. Р. Аганина. Язык мусульманских молитв. — М., 2009.
- В. В. Лебедев, Г. А. Тюрина «Язык арабо-христианской культуры в текстах. Основы православия». — М.: Издательство ПСТГУ. 2010 г.
- В. В. Лебедев «Полный курс литературного арабского языка. Начальный этап» — М., 2011[2].